# 演武寿圣寺
演武寿圣寺，俗称大寺，是一处古建筑，位于山西省吕梁市汾阳市演武古镇的演武村村北，建于明、清。
演武寿圣寺是古镇规模最大的寺庙，占地一百多亩，前后三进，有过殿、配殿、正殿，正殿琉璃瓦顶，雕刻富丽堂皇，还有精美的壁画。
1998年4月，演武寿圣寺公布为汾阳市文物保护单位。2021年8月4日，演武寿圣寺公布为第六批山西省文物保护单位。
2021年11月，汾阳市连降大雨，汾阳市人民检察院牵头开展“文物保护”专项行动，保护该市新增的12处第六批省级文物保护单位，包括岅峪东岳庙、东石龙天庙、后沟玲珑塔、刘家堡关帝庙旧址等，了解发现存在安全隐患情况，启动行政公益诉讼诉前程序，推进文物保护工作。